# Programa Tigre

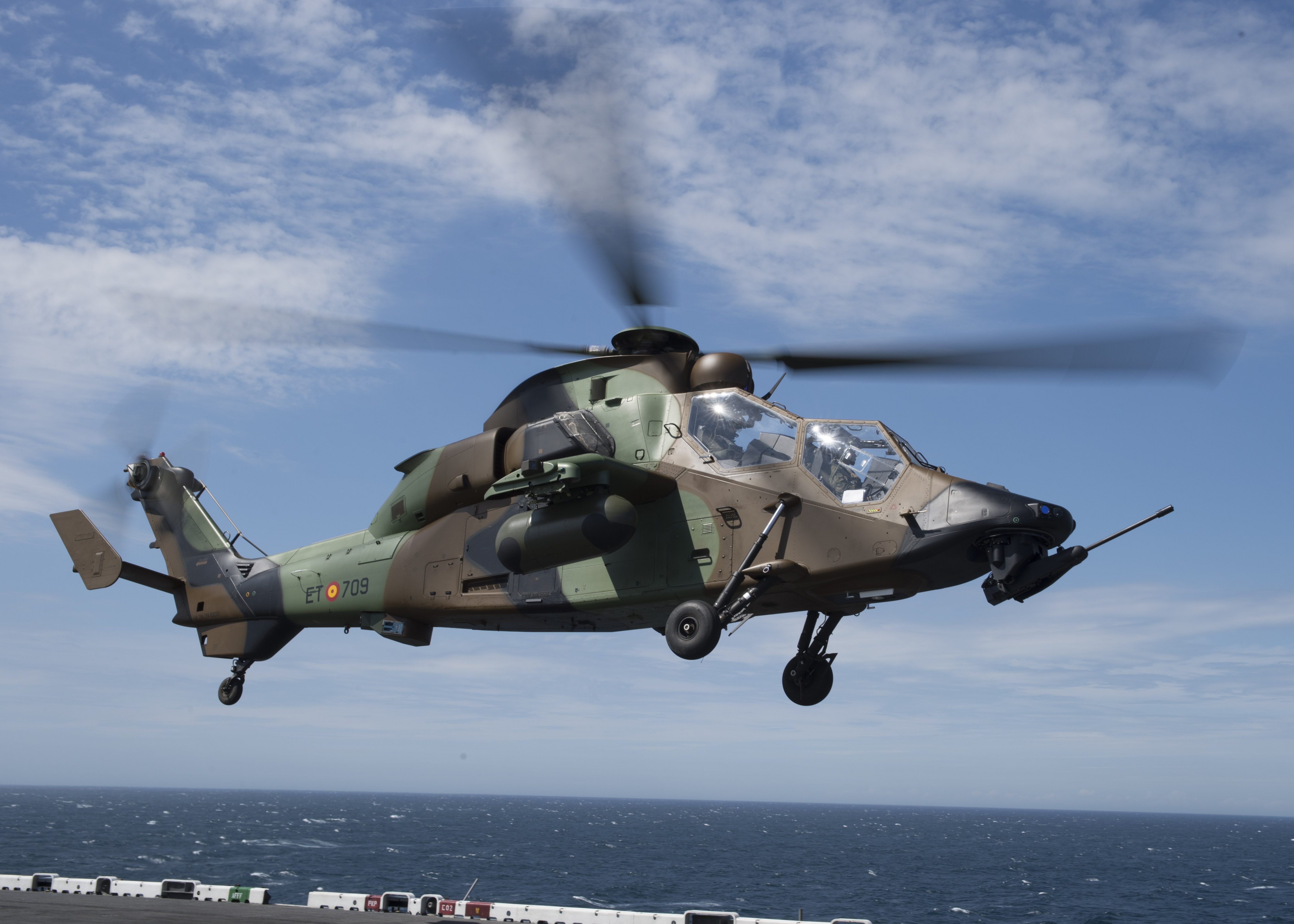
Helicóptero Tigre del Ejército de Tierra de España despegando del USS Kearsarge (LHD-3) en 2016. El Tigre fue el ganador del concurso de un nuevo helicóptero de ataque para sustituir al Bo 105.

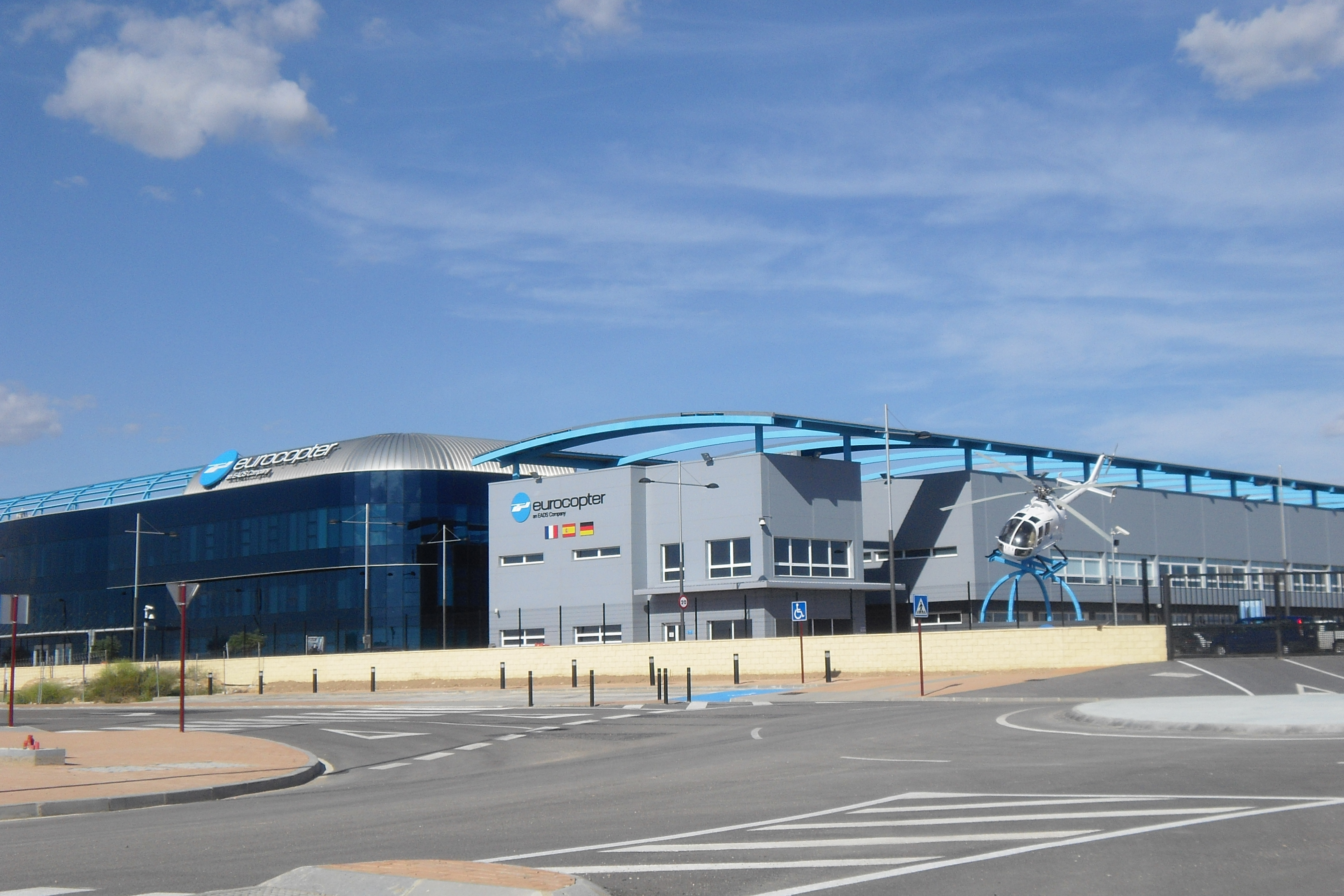
Planta de helicópteros de Albacete (España), donde se fabricó el aparato

El Programa Tigre es el nombre coloquial por el que se conoce al programa del nuevo helicóptero de Ataque para las Fuerzas Aeromóviles del Ejército de Tierra de España. Fue una iniciativa emprendida en 1995 para buscar un sustituto a los ya vetustos Bölkow Bo 105, modelo con que contaba el Ejército de Tierra, para misiones contra carros y ataque al suelo.
Finalmente el ganador fue un aparato descartado por los militares españoles: el Eurocopter Tigre, de ahí el nombre. La versión para las FAMET no fue ninguna de las ofertadas, sino una con mejoras en la planta motriz y equipamiento español.
El aparato demostró no ser tan mala opción, al resultar más sencillo de mantener y muy robusto, aunque más caro.

## La modernización del Ejército de Tierra

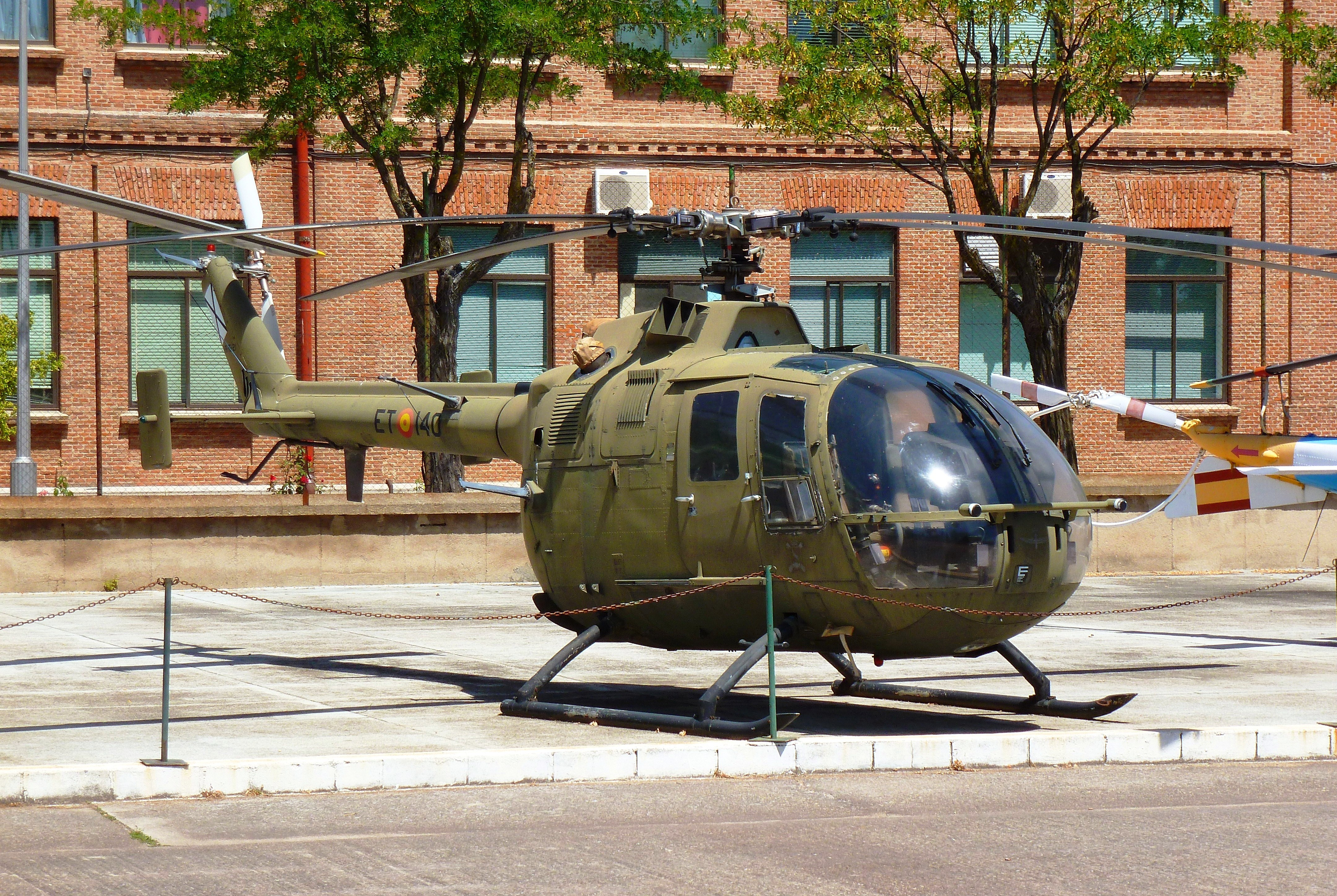
Helicóptero Bo 105 ya retirado y conservado en el Museo del Aire. Con el concurso se buscaba un nuevo modelo de helicóptero de ataque para que le sustituyera.

El Ejército de Tierra español estaba sufriendo un proceso de renovación enmarcado en el proceso de modernización de las Fuerzas Armadas de España, aprovechando la buena situación económica de España en los años 90 del siglo pasado, y la predisposición de otras naciones como Estados Unidos a vender los equipos que se solicitaran sin restricciones de ningún tipo a causa del régimen político.
En esta dinámica se quiso primero comprar el carro de combate Leopard II, pero razones presupuestarias lo impidieron. Después, durante los ochenta, se consideró la posibilidad de desarrollar una versión reducida llamada Lince; pero finalmente, en los noventa y primeros años del siglo XXI el Ejército de Tierra obtuvo sus ansiados Leopardo 2E.
Otro caso lo constituyó el programa para dotarse de un nuevo helicóptero de transporte donde se barajaron el Sikorsky UH-60 Black Hawk, elegido por los militares sobre la base de sus prestaciones; el AB412, segundo clasificado en la evaluación realizada por el Ejército, y el Eurocopter Cougar, finalmente adquirido a causa de condicionantes políticos, aún a pesar de ser el más caro de los tres tanto en adquisición como en repuestos.
Así se llegó a la necesidad de disponer de un helicóptero de ataque moderno, eficaz y con la posibilidad de disparar gran variedad de armas. Para ello se destinaron uno 1000 millones de euros, cifra astronómica para el Ejército de Tierra.

## El Ejército de Tierra frente al Ministerio de Defensa
Con el fin de realizar la elección del helicóptero más apropiado se formó, como en el caso del Programa FACA y otros sistemas de armas, una comisión de militares con gran experiencia en el manejo de estos aparatos con el fin de determinar el modelo que más se ajustase a las necesidades del Ejército, en concreto de las FAMET. Cinco fueron los helicópteros analizados:
|  | Imagen | Helicóptero                   | Fabricante         |
|  | ------ | ----------------------------- | ------------------ |
|  |        | AH-64 Apache                  | Boeing             |
|  |        | Eurocopter Tigre              | Airbus Helicopters |
|  |        | AH-1W Supercobra              | Bell               |
|  |        | AgustaWestland AW129 Mangusta | AgustaWestland     |
|  |        | Denel AH-2 Rooivalk           | Denel Aeronautics  |

Pero realmente la lista se quedó en tres, al eliminar Estados Unidos el Supercobra para evitar que dos empresas estadounidenses compitieran entre sí, y retirarse del concurso el Rooivalk debido a los acuerdos de Denel con Eurocopter.
Entre 1996 y 1997 comenzaron los estudios para presentar la opción que las Fuerzas Aeromóviles del Ejército de Tierra (FAMET).
Los primeros exámenes eliminaron rápidamente al Mangusta, por no poder enviar a tiempo la información requerida ni la documentación con los detalles técnicos necesarios. Lo cual indicaba un estado de gestación del proyecto demasiado embrionario y por tanto demasiado arriesgado.
Finalmente en 1998 el Ejército terminó sus estudios y emitió su opinión. Según esta, el Tigre debía ser descartado por no cumplir los requerimientos técnicos. El modelo europeo carecía por aquel entonces de una versión polivalente: el modelo contracarro HCC/UHT no disponía de cañón, mientras la versión "de apoyo y protección" HAP si contaba con el arma, pero no podía llevar misiles aire-tierra. Por tanto, quedaba el Apache como el único que cumplía con los requisitos exigidos. Además mostraba su superioridad en varios puntos:

### Potencia de fuego

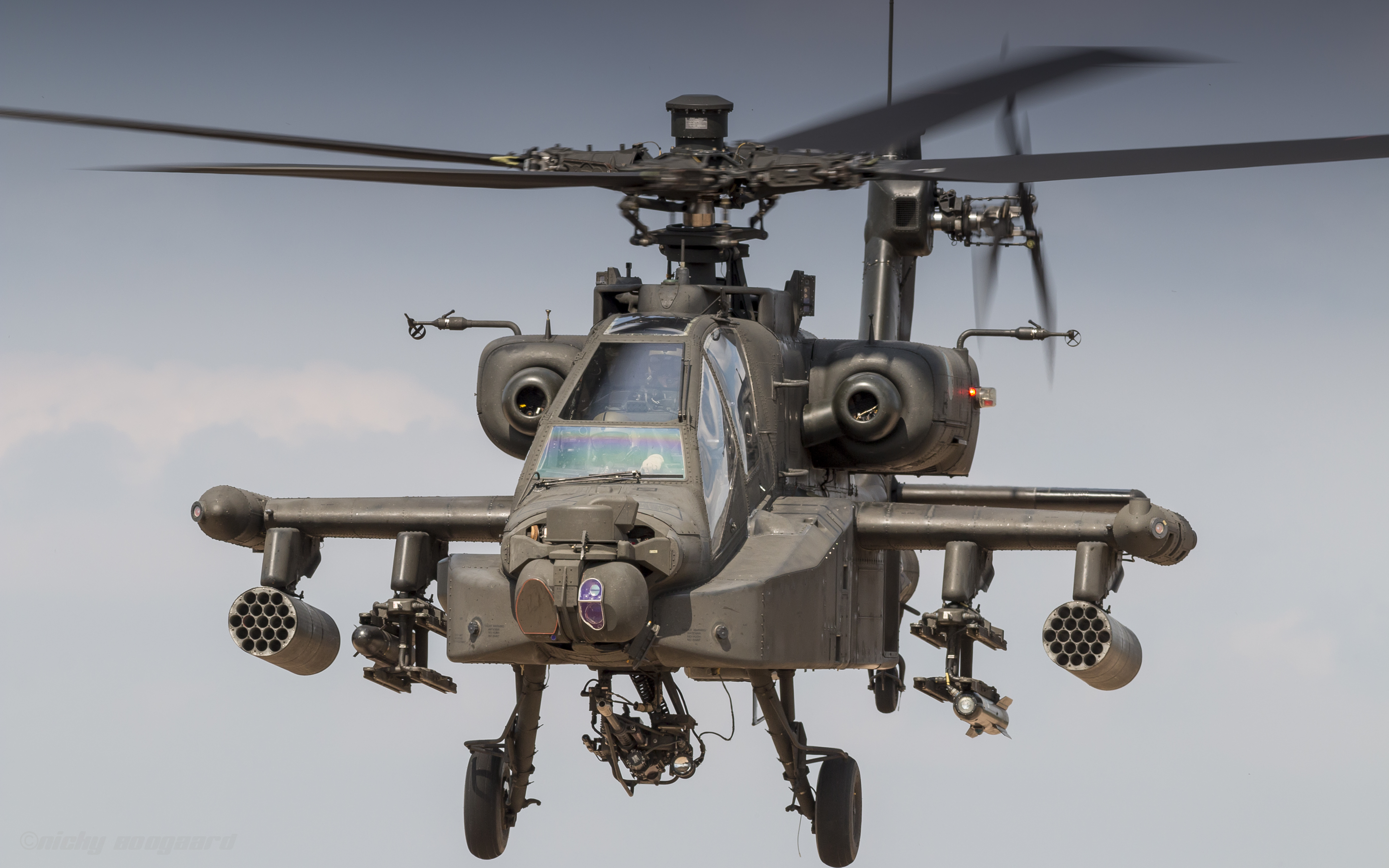
El Ejército prefería el AH 64 Apache por presentar una única versión polivalente, por su mayor potencia de fuego, su gestión de información para el combate, su mantenimiento ya conocido, etc.

- Un máximo de 16 misiles contracarro (AGM-114 Hellfire), frente a los 8 HOT, Trigat o similares del Tigre modelo HCC/UHT (carente de cañón), debido a que solo podía llevar este tipo de misiles en dos de sus cuatro pilones subalares.
- O bien 76 cohetes de 70 mm aire-tierra (Hydra 70), frente a los 68 de 68 mm de modelo europeo (SNEB).
- 1.200 disparos de 30 mm cuando el de Eurocopter ofrecía solo 450 de igual calibre (únicamente en su versión HAP, incapaz esta a su vez de llevar misiles contracarro), si bien el Apache tiene la necesidad de dosificar sus ráfagas para evitar problemas de sobrecalentamiento de su cañón.
- 4 misiles aire-aire (AIM-92 Stinger o Sidewinder) en igualdad con los 4 misiles del Tigre (Stinger o MBDA Mistral). No obstante, el modelo estadounidense los porta en unos pilones suplementarios de la punta de las alas, dejando libres los pilones subalares para el resto de armamento. En cambio, para el modelo europeo llevar misiles aire-aire suponía reducir su carga de armamento aire-tierra.

En total el modelo de Boeing podía cargar 3 000 kg más de armas que el europeo. Con la desventaja añadida de que los misiles Trigat aún no existían, estando previsto su lanzamiento para 2005 o más tarde.

### Mando y control
El Apache estaba equipado con módem para la emisión y recepción de información. Así podía establecer zonas de tiro para él y otros vehículos o armas que lo pudiesen acompañar; también contaba con la posibilidad de designar zonas de prohibición de tiro, por ejemplo para evitar áreas pobladas o amigas. Además el Apache poseía mayor potencia motriz y un pesado blindaje del que el Tigre carecía, con la única salvedad de los motores, los asientos y las palas. Sin embargo, las características de su visor térmico forzaban al Apache a situarse en vuelo estacionario para poder disparar sus armas con eficacia, debiendo asumir un riesgo considerable en condiciones de combate a baja cota o en ambiente urbano.
Por su parte el Tigre, aún sin alcanzar las exigencias españolas por los motivos arriba mencionados, lo aventajaba en algunos aspectos: uno era su aerodinámica, otra residía en su facilidad de manejo, una espectacular maniobrabilidad que le permitiría, entre otras cosas, volar sin problemas entre edificios, u ofertarse a un precio ligeramente inferior.
En lo referente a la autonomía de vuelo, ambos cumplían el requisito español de ser capaces de desplazarse por sus propios medios desde la península ibérica hasta Canarias. Sin embargo, el Apache contaba con la posibilidad de llevar cuatro tanques de 871 litros, empleando todos sus pilones subalares de carga, mientras que el Tigre solo podía cargar dos de 350L en sus dos pilones internos, quedando pues en desventaja en lo que a alcance máximo en ferry se refería. Pese a ello, ambos tenían una capacidad similar de combustible interno, pero el consumo que presentaba el modelo americano era prácticamente el doble que el europeo, de modo que, contando solamente con el combustible interno, el alcance del Tigre casi duplicaría al del Apache, lo que le permitiría en condiciones reales de combate tanto un radio de acción mucho mayor como una persistencia en zona superior a lo que el su rival podía ofrecer.
Las mayores ventajas del Tigre ante el Apache eran sin duda su menor consumo y el prever una mejor disponibilidad, fiabilidad, y reparaciones más sencillas. Algunos ejemplos dan fe de dicho problema:
- Durante la Guerra del Golfo de 1991, el U.S. Army necesitó paralizar los demás AH-64 en el resto del mundo para mantener el suministro de repuestos y equipo a aquellos desplegados en operaciones; los cuales, aun así, solo volaron una quinta parte de las horas previstas.[5]
- En 1999, un destacamento en los Balcanes de 200 militares estadounidenses, sin contar además con un número indeterminado de técnicos civiles de Boeing, fue inicialmente destinado con el fin mantener operativos 24 apaches, pero solo pudo mantener a 6 listos para operar antes de que el despliegue del resto del batallón se cancelase a causa de los problemas presentados. Esto suponía más requerimiento de técnicos que un destacamento equivalente de cazas F/A-18.

Tras las pruebas realizadas en territorio español, las FAMET extrajeron la conclusión de que querían un Apache, sí, pero aligerado. Pero en este último punto el Ejército advirtió en su informe que el modelo estadounidense, aun teniendo en cuenta sus enormes costes de mantenimiento y su limitada disponibilidad, presentaba al menos un ciclo de vida conocido, unas necesidades de mantenimiento previsibles por la experiencia y un consumo de repuestos junto a un tiempos medios entre averías también conocidos. Sin embargo, en el caso del Tigre no se contaba todavía con esa información y poder compararla con la de su rival.

### La transferencia tecnológica: la gran baza del Tigre

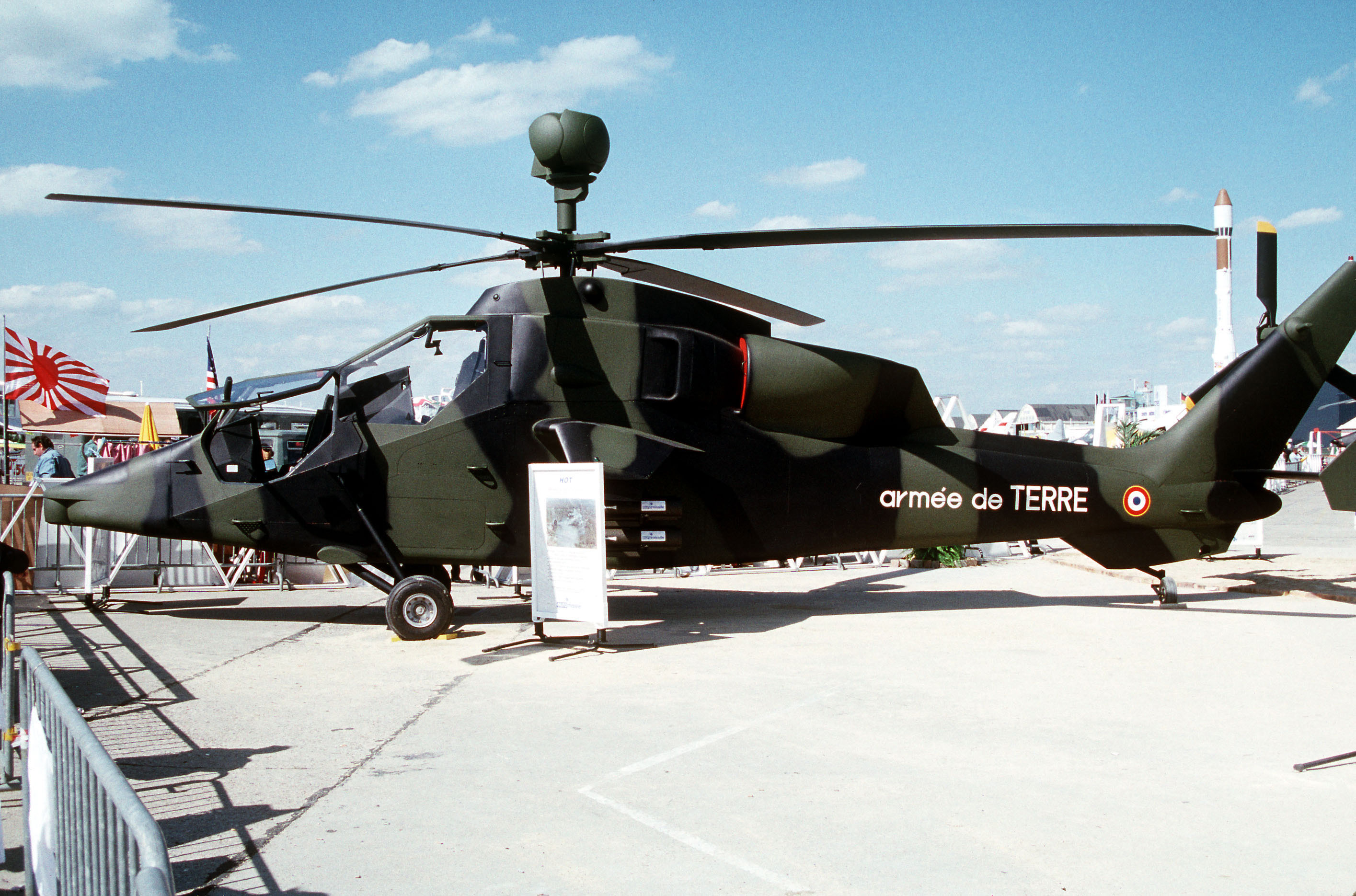
Prototipo de un Tigre en 1991.

Sin embargo alemanes y franceses, los creadores del proyecto Tigre, estaban dispuestos a incluir a España en la empresa Eurocopter, montando una fábrica de ensamblaje de helicópteros en España, además de permitir la participación de la industria española en la investigación y desarrollo del aparato, previo aporte de una cantidad económica extra. También la Boeing ofreció montar una fábrica de palas en España en manos de la compañía vasca GAMESA, así como ceder en régimen de leasing seis ejemplares de la versión más antigua AH-64A para el entrenamiento inicial de tripulaciones durante el tiempo en que tardasen en entregarse los AH-64D Longbow de nueva fabricación.Pero los estadounidenses no podía ofrecer los mismos puestos de trabajo y la misma transferencia tecnológica que los europeos, ni tampoco libertad para de adaptar los equipos y la electrónica del helicóptero a las necesidades españolas: en un futuro, España debería sumarse a las modernizaciones que realizase Estados Unidos sobre su propia flota, y adquirir los equipos que estos adoptasen y no otros, no solo en caso de desear mejorar sus aparatos, sino simplemente para poder seguir contando con repuestos.
La política internacional también jugó su papel. La tirantez entre los gobiernos español, comprometido con George W Bush en la Invasión de Irak, y los otros dos gobiernos europeos hacía necesario un gesto de amistad por parte de España.
No era la primera vez que una decisión política chocaba con el criterio técnico de los militares. La historia del modelo al que se buscaba reemplazar, el Bölkow Bo 105, no hizo más que repetirse: en 1971 se aprobó la adquisición para las FAMET de ocho Bell AH-1G Cobra de nueva fabricación, en el marco de los acuerdos de colaboración firmados con Estados Unidos. Pronto el número se evidenció demasiado escaso como para que fuese viable crear una unidad de helicópteros de ataque con ellos. La compra de más ejemplares fue descartada por razones presupuestarias, de modo que fueron cedidos a la Armada. Esta los empleo como medio para enfrentarse a lanchas lanzamisiles empleando cohetes y cañones; sin embargo, no quedó satisfecha con ellos debido a la elevada tasa de accidentes que presentaban. Por lo que decidió darlos de baja en 1987 y devolver a Estados Unidos los ejemplares que restaban en servicio, prefiriendo emplear el presupuesto disponible en los recientemente adquiridos AV-8B Harrier II.
En 1978 las FAMET expresaron nuevamente su preferencia por el Cobra para la constitución de un Batallón de helicópteros de ataque, esta vez en su versión AH-1S. Pese a ello, directrices desde Moncloa obligaran a elegir entre Bö-105, el Aérospatiale Gazelle, ambos equipados con misiles HOT, o Augusta A109 equipados con misiles americanos TOW, la integración de los HOT hubiera sido muy onerosa para las arcas de Defensa. El primero de los tres resultó el elegido finalmente.
En 2002, cuando el Ejército y el Ministerio de Defensa llevaban ya cuatro años sin ponerse de acuerdo en qué modelo adquirir, se llegó a plantear la posibilidad de comprar los dos modelos en número de 18 Tigres como "helicóptero de reconocimiento armado" más 12 Apaches, duplicando los costos de mantenimiento.

## La decisión política

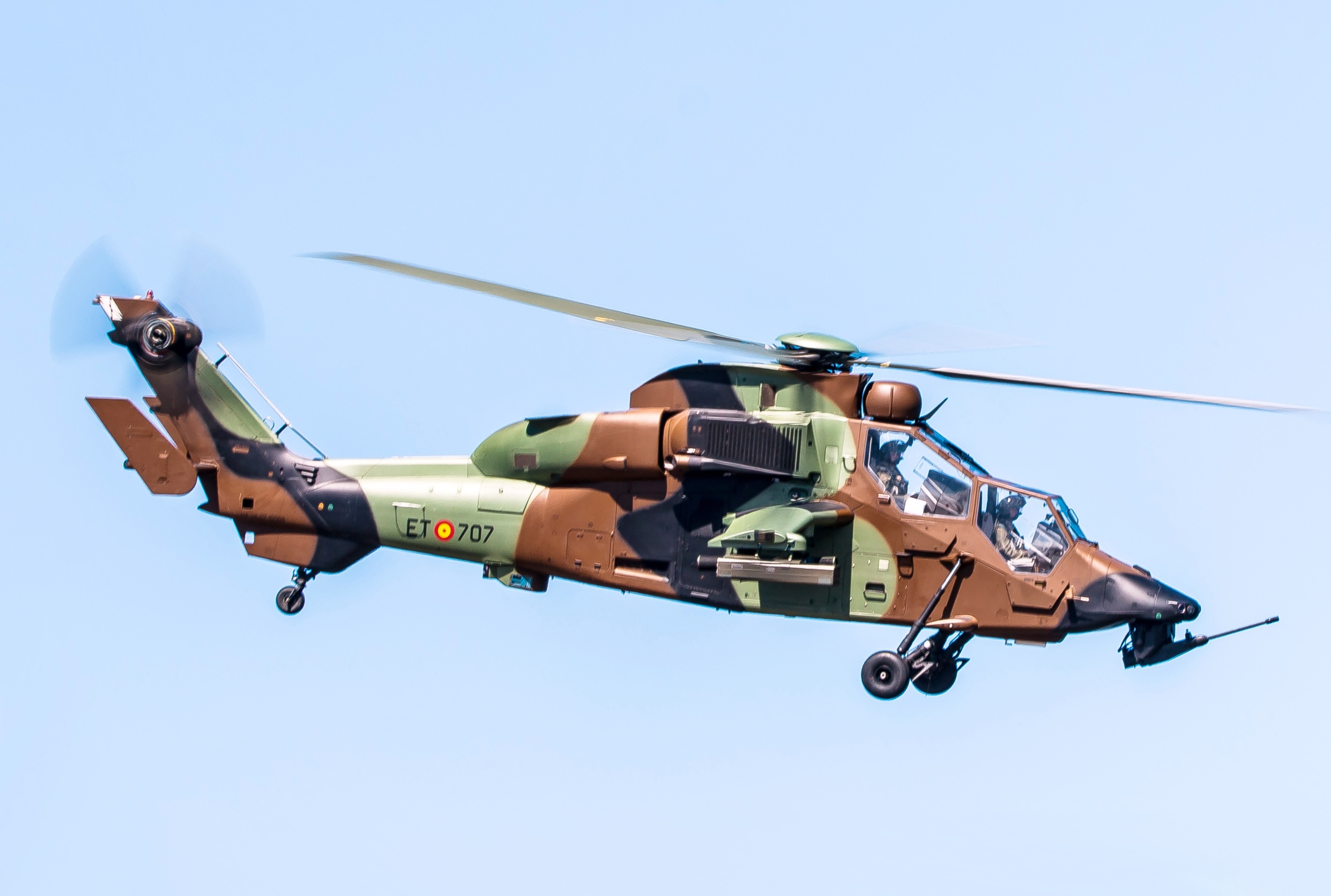
El gobierno español acabó adquiriendo 24 helicópteros Tigre; de los cuales 18 fueron versión HAD y 6 en HAP.

En la primavera de 2003, cuando la adquisición de Apaches se creía inminente, el cambio de Jefe de Estado Mayor del Ejército trajo consigo la anulación de los requisitos operativos existentes para un helicóptero de ataque, además del surgimiento de dos nuevos documentos: uno con otros requisitos operativos nuevos para helicóptero de ataque y otro con las especificaciones para "helicóptero de combate"; a estos últimos podría responder adecuadamente el Tigre en su versión CCH (Common Combat Helicopter), Ello permitió por fin que el Ministerio de Defensa tomase en julio la decisión de comprar los helicópteros europeos porque se suponía que la nueva versión proyectada satisfaría las demandas y no por sus posibilidades técnicas. Esta decisión fue comunicada por el propio Ministerio después del verano alegando “motivos políticos”.
El número de aparatos era de 24 con opción a otros seis, el gobierno no se comprometía a comprarlos, pero la empresa mantenía el mismo precio y tiempo de fabricación. Mientras que el Ejército deseaba 36, con este volumen de producción ya se sabía que la fábrica no sería rentable.
Asimismo se introducirían cambios en los modelos existentes para adecuarlo a las necesidades del Ejército como:
- La mayor potencia de los motores: inicialmente un 30 % más, requisito que pronto se reveló exagerado y que se rebajó a un más realista 14 %,[9] cifra que ya da una relación peso/potencia aún más ventajosa que la del Apache, ya excelente.[nota 10]
- Mayor capacidad para transportar más armas.
- Soportar temperaturas más altas: hasta 50 °C que pueden alcanzarse en zonas como Andalucía o Extremadura.
- Protección balística para los tripulantes.
- Incorporar sistemas de enlace de datos en tiempo real.
- Incluir equipos españoles como la cámara térmica de la empresa Tecnobit.
- Disponer de cañón.
- Poder cargar hasta ocho misiles Spike empleados tanto por el Ejército de Tierra como por la Infantería de Marina.

Todas estas modificaciones crearon una versión nueva, llamada HAD. Este modelo resultó mejor que los ya existentes, de modo que Francia decidió adquirir 40 de sus 80 tigres en aquella versión.
Se acordaron unos retornos industriales cifrados en al menos 1000 millones de euros.
La ubicación de la fábrica estaba por determinar, pero se acordó que las entregas empezaran en 2004 con seis helicópteros del modelo francés HAP para, posteriormente, ir incorporando los modelos españoles con motores más potentes, aumentando así la capacidad de carga y la capacidad de volar a 50 °C.
Esta decisión permitió, además, que España ingresase en 2005 en la OCCAR (Organización europea para la cooperación en materia de armamento), ingreso que llevaba bloqueado desde 2001 como represalia por la venta de la empresa armamentística Santa Bárbara Sistemas al consorcio estadounidense General Dynamics en lugar de a su competidora, la alemana Krauss-Maffei. Krauss-Maffei había presentado también una oferta por Santa Bárbara y ya había llegado con ella a acuerdos para la fabricación bajo licencia de una versión del carro Leopard 2 adaptada a los requisitos españoles.

## La ejecución del programa

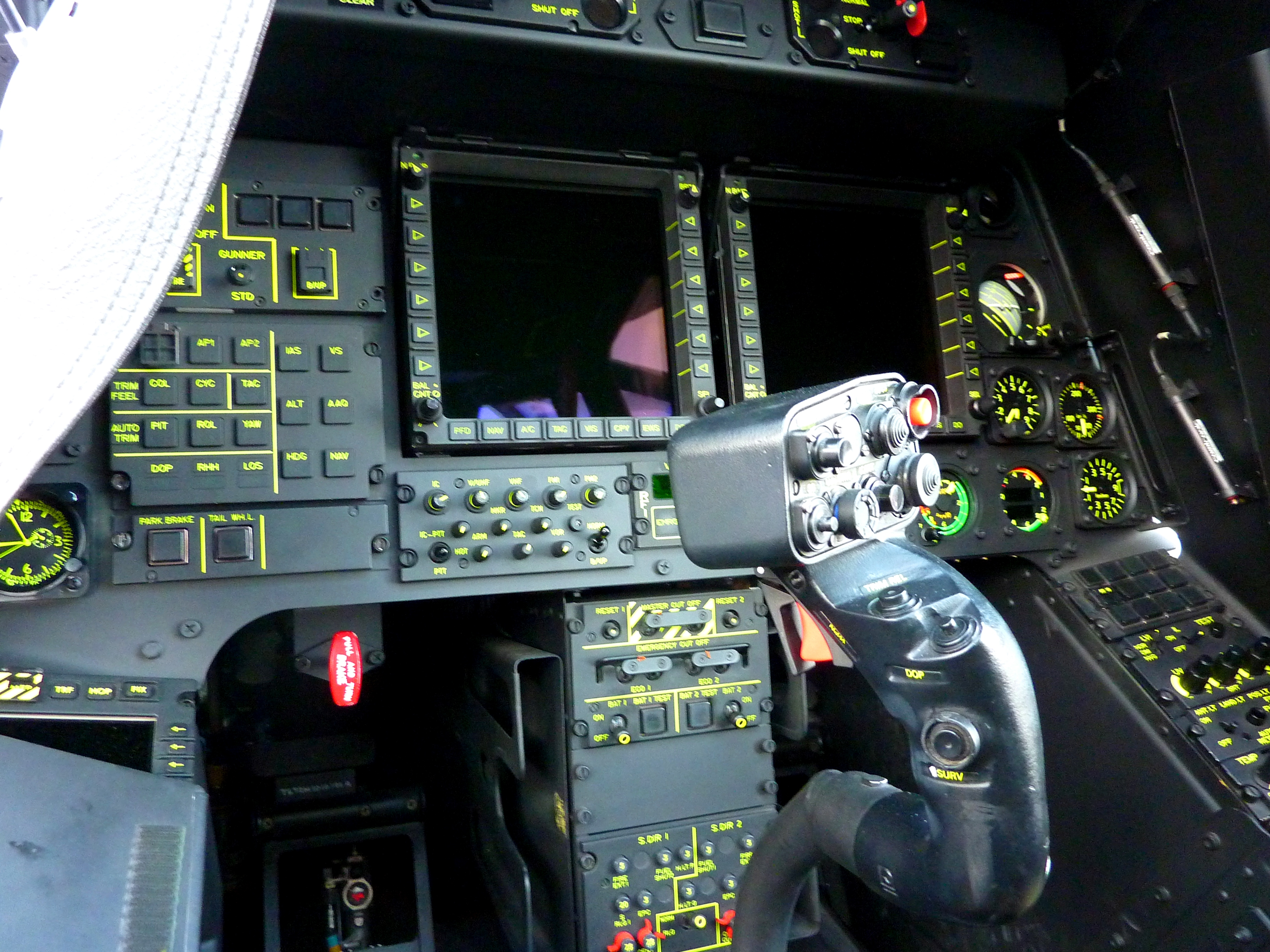
La integración de los sistemas, como la cámara térmica, originó muchos problemas y retrasos.

La ejecución del proyecto resultó muy difícil y pronto comenzaron los retrasos.
- De los helicópteros que debían llegar en 2004 no se fabricó ninguno por distintos problemas.
- En 2005 solo se había entregado uno que seguía en Francia.
- Se preveían retrasos y sobrecostes por la integración de la cámara térmica de Tecnobit, la cual fue finalmente rechazada, y las modificaciones para llevar los misiles del Ejército, lo que retrasarían las entregas hasta el 2013 o 2014.

Finalmente el precio por unidad fue de casi 19 millones de euros más de lo presupuestado en un primer momento, 1.515,03 millones y medio de euros por los 24 helicópteros, frente a los 800 millones de euros por los que Boeing ofrecía 24 Apaches a entregar no más tarde de 2006, y repuestos para dos años. La entrega del primer ejemplar se produjo el 15 de enero de 2015, y la modernización a HAD de los seis primeros HAP, prevista para 2017, ha sido finalmente descartada.
La fábrica para ensamblar los aparatos fue levantada en el Parque Aeronáutico y Logístico de Albacete.
Como en el caso del Eurofighter o el A400M, los retrasos en el Tigre fueron grandes y constantes, lo mismo que los aumentos en el precio para obtener un aparato de tecnología considerada inferior a los norteamericanos ya existentes. Las razones para la compra fueron la transferencia tecnológica y como gesto político; pero siempre queda la duda de si los años de retraso en tener a sus aparatos en condiciones de operar que han sufrido los compradores del AH-64, comparables a los sufridos por España con el Tigre, sumados a las restricciones de empleo que Estados Unidos aplica sobre el armamento y piezas no pesarían también en la toma de decisiones. Esta posibilidad, que Washington siempre se ha reservado, ha impedido utilizarlo en la Guerra del Sahara-Ifni de 1957 o ha frustrado ventas, como la de 12 CASA C-295 a Venezuela en 2006.
En cualquier caso, el desempeño del AH-64 durante los últimos conflictos en Afganistán e Irak, así como antes en Kosovo, ha revelado que era un sistema de armas de mantenimiento extremadamente complejo y fiabilidad inesperadamente baja. Algunos ejemplos lo demuestran:
- La Fuerza Aérea de los Países Bajos tuvo que poner a la venta seis de sus helicópteros para poder pagar el mantenimiento de los 24 restantes.
- El Ejército británico firmó un contrato en 1995 por 67 Apaches modificados para ser fabricados por la empresa británica Westland, con la intención de mantener activos solamente 48, conservando el resto para instrucción y como reserva de atrición. Los británicos no recibirían el primero hasta 2004 por infinidad de problemas técnicos. Pese a ello, la falta crónica de piezas de repuesto les obligó, durante años, a mantener operativa tan solo un tercio de la flota y dedicar los dos tercios restantes a canibalización, para así poder mantener en Afganistán un destacamento de ocho aparatos,[19] de los cuales solo se pudo mantener disponibles inicialmente dos a la vez, para volar misiones de combate, reteniendo los otros seis en mantenimiento. Con posterioridad a la misión en Afganistán, la flota británica de Apaches se está enfrentando a la perspectiva de quedarse sin repuestos en torno a 2017, puesto que Boeing ya no fabrica aquellas piezas del AH-64D que fueron reemplazadas en la modernización de los aparatos norteamericanos a la versión AH-64E Guardian.[20]
- La Fuerza Aérea Israelí se vio obligada a paralizar su flota de Apaches en plena guerra del Líbano de 2006 después de que a uno de ellos se le desprendiesen las palas en pleno vuelo, en un incidente de difícil explicación que costó la vida a sus dos tripulantes.

La disponibilidad media real para el combate del AH-64 se estima en un 60%, frente al más de 90% demostrado por el Tigre en los conflictos de Afganistán y Libia. De esta manera se pudo comprobar que la decisión de descartar al Apache fue la más acertada al final, con el matiz de que, si bien el europeo es un helicóptero de mantenimiento sencillo, esto no es sinónimo de "barato": el coste por hora de vuelo finalmente previsto para el Tigre en el conflicto de Malí fue de 11 000 €/h de vuelo, frente a los 5 000$/h del AH-64 Apache, cuyo complejo mantenimiento era su principal causa de preocupación.